# Caprisongs
Caprisongs — дебютный микстейп британской певицы и автора песен FKA twigs, выпущенный 14 января 2022 года лейблами Young Turks и Atlantic. В записи участвовали приглашённые музыканты Pa Salieu, the Weeknd, Shygirl, Dystopia, Rema, Daniel Caesar, Jorja Smith и Unknown T.

## История
В октябре 2020 года Твигс приняла участие в виртуальном чате в серии «Программы музея Grammy на дому». Во время чата она рассказала, что «только что закончила» новый альбом, который она создала в основном в сотрудничестве с El Guincho, а также с другими участниками, со многими из которых она впервые встретилась посредством звонков через FaceTime. Позже, в ноябре 2020 года, британская певица Дуа Липа провела концерт под названием Studio 2054, на котором Твигс выступила в качестве гостьи. Во время выступления Твигс они рассказали о предстоящем сотрудничестве под названием «Why Don’t You Love Me».

## Композиция
Caprisongs рассматривается как произведение «висцеральной» арт-поп и «разнузданной» авант-поп музыки.

## Отзывы
| Совокупная оценка    | Совокупная оценка |
| Источник             | Оценка            |
| -------------------- | ----------------- |
| AnyDecentMusic?      | 7.7/10            |
| Metacritic           | 80/100            |
| Оценки критиков      |                   |
| Источник             | Оценка            |
| AllMusic             | [ 10 ]            |
| Clash                | 7/10              |
| Evening Standard     | [ 12 ]            |
| The Guardian         | [ 13 ]            |
| The Independent      | [ 14 ]            |
| The Line of Best Fit | 7/10              |
| NME                  | [ 16 ]            |
| The Observer         | [ 17 ]            |
| Pitchfork            | 7.8/10            |
| Rolling Stone        | [ 7 ]             |

Микстейп получил положительные отзывы музыкальной критики и интернет-изданий. Он получил 80 из 100 баллов на интернет-агрегаторе Metacritic.
Хелен Браун из газеты The Independent назвала микстейп «искусно созданной последовательностью грувов», которые «элегантно соединены вместе грустным ангельским голосом [T] Wigs». Юлисса Лопес из Rolling Stone написала: «Необузданность её предыдущей работы является частью того, что делает безудержную авангардную поп-музыку в её новом микстейпе Caprisongs таким эпическим трепетом. […] На протяжении всей своей карьеры Твигс трансформировала обрывки R&B и электронные абстракции в визуальный концепт-арт, и хотя музыка на Caprisongs самая жизнерадостная, она не жертвует своим творческим несоответствием или интимностью».
Дэвид Смит из Evening Standard заявил, что «тон Caprisongs преимущественно яркий и расслабленный», и в конце концов пришел к выводу, что, хотя «она ближе к мейнстриму поп-мира, чем когда-либо прежде», «это не похоже на компромисс. В углах все ещё много звуковых странностей, и она, безусловно, заслужила некоторое время на солнце». Кэт Чжан из Pitchfork считает, что микстейп — это «игривый и авантюрный флекс», написав, что Caprisongs — это «звук [T]wigs на водительском сиденье, когда она пересекает её собственное любопытство и инстинкты; […] Это бесстрашный и легкий образ женщины, настроенной на планетарное выравнивание, но определяющей свою судьбу». Хизер Фарес из AllMusic заявила, что «Хотя Caprisongs намекает на более мейнстримовое звучание, чем её предыдущая работа, Барнетт всё ещё может сделать любое направление или жанр своим собственным».

## Список композиций
| №                   | Название                                           | Автор(ы) | Продюсеры                                                          | Длительность |
| ------------------- | -------------------------------------------------- | --- | ------------------------------------------------------------------ | ------------ |
| 1.                  | «Ride the Dragon»                                  | Pablo Díaz-Reixa Lewis Roberts Mark Anthony Spears Jeff Kleinman FKA twigs                                        | El Guincho Koreless FKA twigs [a] Sounwave [a] Kleinman [a]        | 3:08         |
| 2.                  | «Honda» (при участии Pa Salieu)                    | Díaz-Reixa Felix Joseph Alastair O'Donnell Pa Salieu Gaye FKA twigs Colin Towns                                   | El Guincho AoD Joseph                                              | 3:21         |
| 3.                  | «Meta Angel»                                       | Díaz-Reixa Roberts Teo Halm FKA twigs                                                                             | El Guincho Halm FKA twigs [a] Koreless [a]                         | 4:19         |
| 4.                  | «Tears in the Club» (при участии The Weeknd)       | Henry Russell Walter Alejandra Ghersi Díaz-Reixa Alexandra Tamposi Abel Tesfaye FKA twigs                         | Cirkut Arca El Guincho                                             | 3:16         |
| 5.                  | «Oh My Love»                                       | Díaz-Reixa Jason Jerry Scheff Billy Walsh FKA twigs                                                               | JJ Scheff El Guincho rawsanches [b]                                | 3:45         |
| 6.                  | «Pamplemousse»                                     | Díaz-Reixa Halm FKA twigs                                                                                         | El Guincho Halm [b] Koreless [b]                                   | 1:38         |
| 7.                  | «Caprisongs Interlude» (при участии Solo)          | FKA twigs | Jonny Leslie FKA twigs                                             | 0:25         |
| 8.                  | «Lightbeamers»                                     | Díaz-Reixa Jasper Lee Harris FKA twigs                                                                            | El Guincho Harris Marius de Vries [a] Koreless [b]                 | 3:31         |
| 9.                  | «Papi Bones» (при участии Shygirl)                 | Díaz-Reixa Pablo Martinez Albroch Jonathan Coffer Amanda Ghost Blane Muise FKA twigs                              | FKA twigs El Guincho Fakeguido Coffer Koreless [b] Sega Bodega [c] | 3:40         |
| 10.                 | «Which Way» (при участии Dystopia)                 | Майк Дин Tobias Jesso Jr. FKA twigs                                                                               | Дин Koreless [b]                                                   | 2:02         |
| 11.                 | «Jealousy» (при участии Rema)                      | Díaz-Reixa Frederik John Philip Gibson Divine Ikubor Richard Isong FKA twigs                                      | FRED El Guincho P2J FKA twigs [a] Koreless [b]                     | 2:39         |
| 12.                 | «Careless» (при участии Daniel Caesar)             | FKA twigs Jesso Jr. Simon Christiansen Daniel Caesar                                                              | Psymun El Guincho                                                  | 3:36         |
| 13.                 | «Minds of Men»                                     | Díaz-Reixa Harris Alexander Walter Bak FKA twigs                                                                  | El Guincho Harris BAK [a] Fakeguido [b]                            | 3:24         |
| 14.                 | «Track Girl Interlude»                             | Warren Ellis Roberts FKA twigs                                                                                    | Koreless Ellis                                                     | 1:42         |
| 15.                 | «Darjeeling» (при участии Jorja Smith и Unknown T) | Díaz-Reixa Christiansen Bryan Kabengele Daniel Lena Jorja Alice Smith FKA twigs Timothy Kellet Robin Taylor-Firth | El Guincho BKay Psymun                                             | 3:03         |
| 16.                 | «Christi Interlude»                                | Roberts Christi Meshell                                                                                           | Koreless                                                           | 1:04         |
| 17.                 | «Thank You Song»                                   | Ghersi Jesso Jr. FKA twigs                                                                                        | Arca                                                               | 3:28         |
| Общая длительность: | Общая длительность:                                | Общая длительность:                                                                                               | Общая длительность:                                                | 48:10        |

Замечания
- ↑  сопродюсер
- ↑  дополнительный продюсер
- ↑  продюсер ударных

## Чарты
| Чарт (2022)                                  | Высшая позиция |
| -------------------------------------------- | -------------- |
| Бельгия/Фландрия (Ultratop)                  | 30             |
| Бельгия/Валлония (Ultratop)                  | 124            |
| Канада (Canadian Albums Chart)               | 48             |
| Франция (SNEP)                               | 126            |
| Ирландия (IRMA)                              | 82             |
| Испания (PROMUSICAE)                         | 64             |
| Швейцария (Schweizer Hitparade)              | 30             |
| Великобритания (UK Albums Chart)             | 42             |
| Великобритания (UK Independent Albums Chart) | 40             |
| США (Billboard 200)                          | 91             |
| США (Billboard Top Alternative Albums)       | 9              |
| США (Billboard Dance/Electronic Albums)      | 1              |